# Cento
Cento là một thành phố thuộc tỉnh Ferrara ở vùng Emilia-Romagna nước Ý. Đô thị này có diện tích 64 km², dân số cuối năm 2006 là 39.902 người.
Đô thị này có làng trực thuộc: Alberone, Bevilacqua, Buonacompra, Casumaro, Corporeno, Dodici Morelli, Renazzo, Reno Centese, Molino Albergati
Đô thị này giáp các đô thị sau: Bondeno, Castello d'Argile, Crevalcore, Finale Emilia, Pieve di Cento, San Giovanni in Persiceto, Sant'Agostino